# Меркулешть-Гаре
Меркулешть-Гаре, Меркулешті-Гаре (рум. Mărculești-Gară) — село у повіті Келераш в Румунії. Входить до складу комуни Перішору.
Село розташоване на відстані 111 км на схід від Бухареста, 28 км на північний схід від Келераші, 95 км на захід від Констанци, 119 км на південь від Галаца.

## Населення
За даними перепису населення 2002 року у селі проживали 466 осіб, усі — румуни. Усі жителі села рідною мовою назвали румунську.